# نهر هراز
نهر حراز أو نهر هزار (الفارسية: رودخانه هراز) هو نهر بارز يتدفق عبر محافظة مازندران شمال إيران. يتدفق شمالًا، من سلسلة جبال ألبرز إلى بحر قزوين. بعد أن يتدفق على طول طريق ووادي هراز لنحو 100 كم، يتعرج نهر هراز وسط مدينة آمل، ومنه يصل إلى بحر قزوين. يبدأ نهر هراز من جبل دماوند ويتدفق شمالًا ويصب في بحر قزوين في المنطقة الواقعة بين مدينتي محمود آباد وفريدونكنار الشماليتين. إن نهر هراز تأثر حاليًا بسبب تصريف المياه من مختلف المنشآت الصناعية، وتعمل الحكومة الإيرانية منذ عام 2024 م لإيجاد حلول مستدامة.

## الجغرافيا

### الدورة
ينبع نهر هراز من سفح جبل دماوند، أحد أعلى الجبال في آسيا. ومن مصدره الجبلي، يتدفق إلى وادي نهر هراز، ثم إلى مدينة آمل، ثم إلى مصبه في جنوب بحر قزوين بين مدينتي فريدون كنار في مقاطعة فريدون كنار ومحمود آباد في مقاطعة محمود آباد.

### وادي نهر هراز

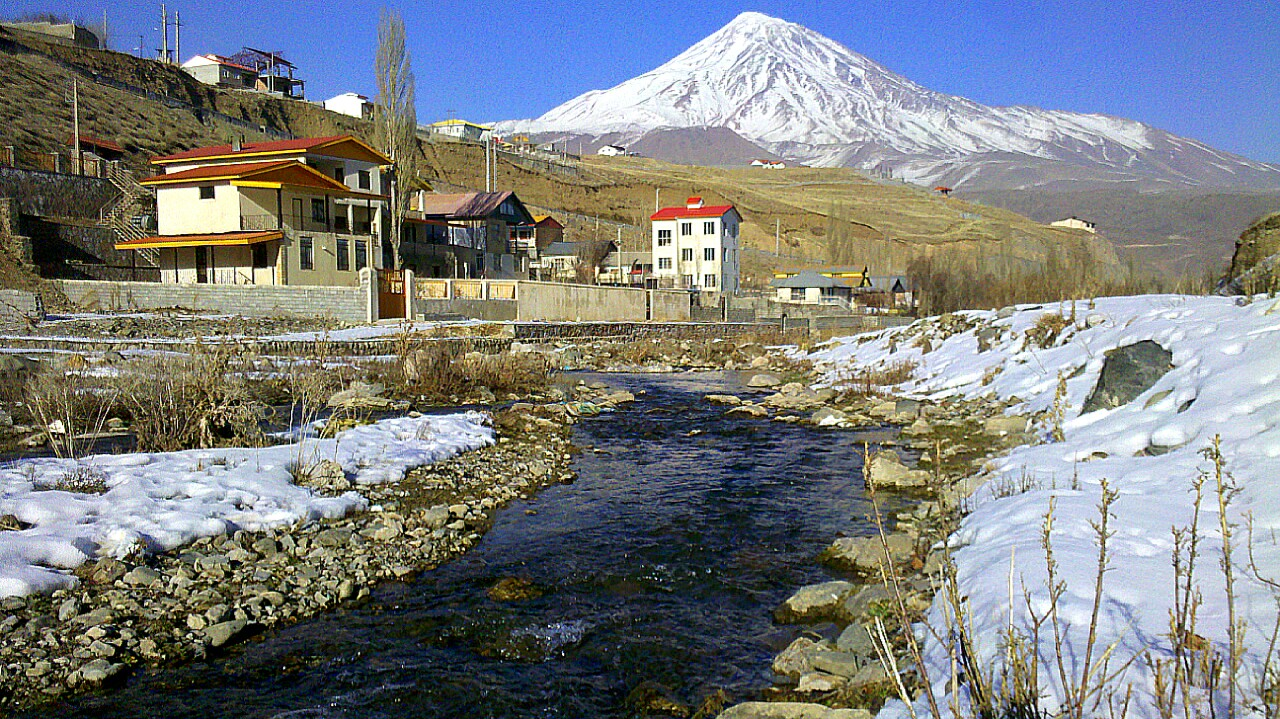
نهر هراز وجبل دماوند، من بلور منظرية.

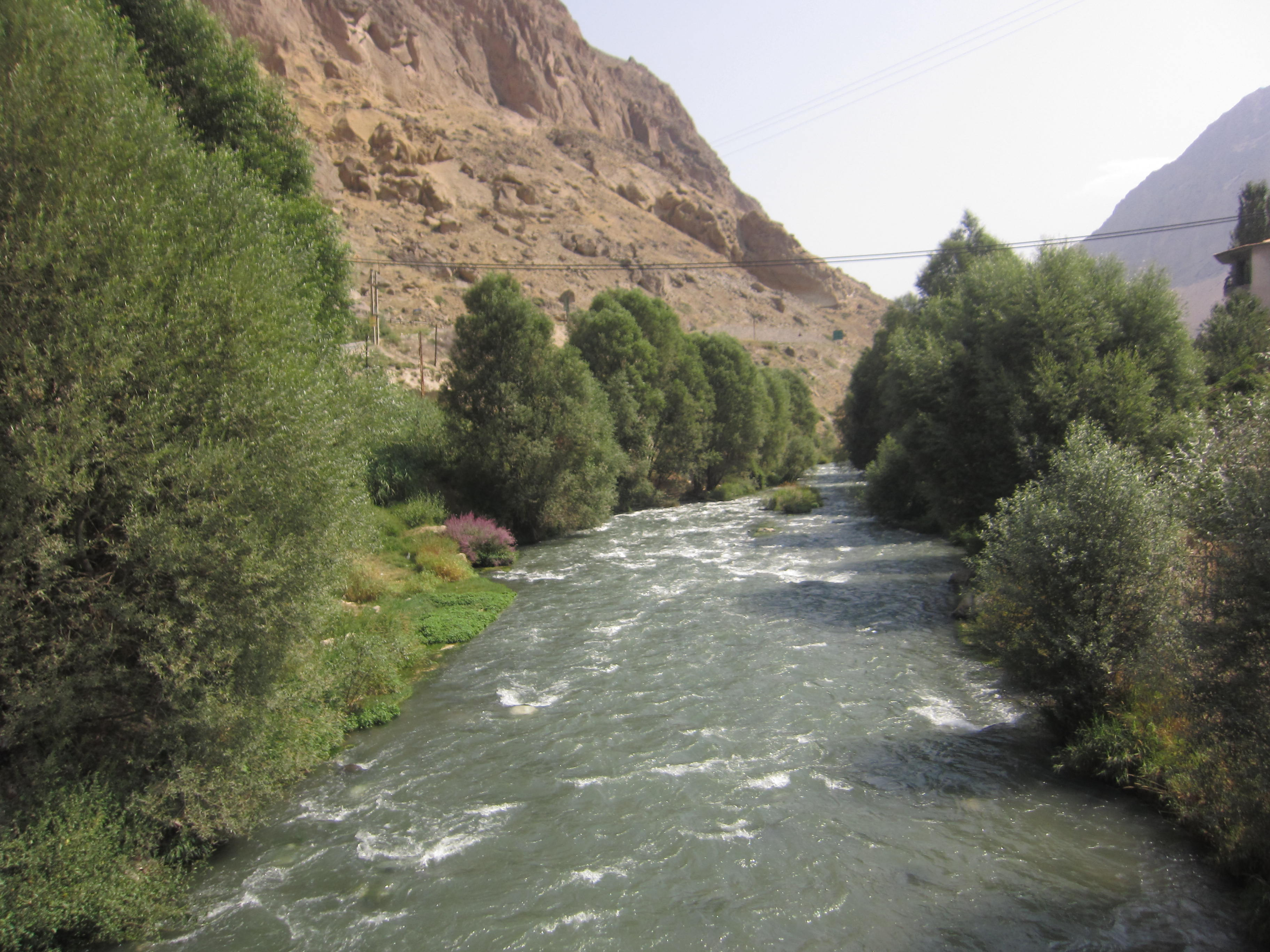
نهر هراز من كانديلو

طريق 77 (طريق هراز) يمتد على طول النهر عبر ممر هاشم وعبر الوادي. كما يوفر الوصول إلى منتزه لار الوطني، وهو أقرب طريق إلى جبل دماوند.

## روابط خارجية
- وسائط متعلقة بـ Haraz River في كومنز.